# Тогатус Барберини
«Тога́тус Барбери́ни», «Статуя римлянина с портретами (масками, изображениями) предков» — древнеримская статуя, изображающая неизвестного римлянина, одетого в тогу (то есть тогатуса) и держащего в руках портреты предков, предположительно их восковые маски (imagines).
Эта статуя относится к периоду императора Августа и уникальна тем, что является редким примером подобной иконографии, свидетельствующим о существовании культа предков и традиции хранения масок. Прозвание «Барберини» скульптура получила, так как в Новое Время входила в коллекцию Барберини.

## Статуя

### Иконография
Редкий, вероятно, единственный из сохранившихся примеров подобной иконографии, был призван изобразить и подчеркнуть высокий статус изображенного человека, его принадлежность к патрицианству.
Он одет в тогу, которая является символом римского гражданства (согласно постановлению императора Августа, см. тогатус). Модель держит изображения предков: как считается, в левой руке отца (20-15 гг. до н. э.), а в правой он опирается на портрет деда (50-40 гг. до н. э.), голова которого выполнена более натуралистично — в традициях республиканского портрета. Датировка портретов предков дается на основе стилистического анализа искусствоведами: различия в стиле их исполнения и форме показывают, что оригинал, с которого был выполнен бюст слева, примерно на тридцать лет старше бюста справа. Предполагается, что этот «дед» модели был знаменитым военачальником, поскольку его бюст стоит на подставке, выполненной в виде ствола пальмы с листьями, символизирующей подобные подвиги.
На тогатусе надеты большой широкий плащ-тога поверх туники. Он драпируется следующим образом: перекинутая через плечо тога образует три группы округлых складок: на груди у пояса, у колен и внизу.
Поскольку тогатус удерживает портреты без особого усилия, предполагается, что это были знаменитые восковые маски предков, которые, согласно обычаю, хранились в аристократических династиях. Эти маски подчеркивали древность рода и демонстрировали его положение в обществе, чем больше масок сохранялось в роду, и чем древнее они были, тем больший почёт имел род.
Выдвигались ныне отброшенные предположения, что моделью для статуи служил Юлий Клавдиан (Julio Claudian), также этой статуе давали имя Луция Брута (Lucius Brutus — согласно версии Zoega), или же скульптор Квинт Лоллий Алкамен (Quintus Lollius Alcamenes).

### Стиль
Статуя по стилю относится уже к раннеимператорскому времени, но в ней сохраняются традиции республиканского портрета, характеризующие стиль обеих голов предков.

### Сохранность
Как считается, в частности, на основе разницы сортов мрамора, голова статуи не оригинальная, она добавлена во время реставрации в XVII в., проведенной под надзором семьи Барберини. Тем не менее, по этому вопросу ведутся споры — так как голова по стилю подходит к торсу, предполагают, что если она была добавлена, то она относилась к тому же хронологическому периоду. Возможно также, что она не была результатом реставрации, а выполнена по технологии, распространенной при изготовлении тогатусов — когда торс с драпировками изготавливал один мастер, а голову заказывали более умелому портретисту, и все потом соединяли вместе.
Нос и уши реставрированы.
В настоящее время статуя хранится в Капитолийских музеях, Музей Монтемартини (Электростанция Монтемартини), Зал колонны, Inv. I.56. • 1.
Голова центральной фигуры композиции выполнена отдельно от торса.
Она тоже подлинная, римская, но была совмещена с торсом позже - когда фигура находилась в коллекции Барберини.